# Terence O'Neill
Terence Marne O'Neill, baró O'Neill del Maine, (Londres, 10 de setembre de 1914 - 12 de juny de 1990), va ser el quart primer ministre d'Irlanda del Nord i líder del Partit Unionista de l'Ulster (UUP) entre 1963 i 1969. Considerat un unionista moderat, que va promoure polítiques de conciliació. Va ser membre del Parlament d'Irlanda del Nord per a la circumscripció de Bannside des del 1946 fins a la seva dimissió, el gener del 1970; el seu successor a la Cambra dels Comuns d'Irlanda del Nord va ser Ian Paisley.

## Origen
Terence O'Neill va néixer el 10 de setembre de 1914 al 29 d'Ennismore Gardens, Hyde Park, Londres. Era el fill petit de Lady Annabel Hungerford Crewe-Milnes (filla de Robert Crewe-Milnes, primer marquès de Crewe) i del capità Arthur O'Neill del Castell de Shane, Randalstown, el primer parlamentari mort en combat durant la Primera Guerra Mundial.
O'Neill va créixer a Londres i es va formar a la West Downs School, Winchester i l'Eton College. Va passar unes vacances d’estiu a l’Ulster. Després de l'escola, va passar un any a França i Alemanya i després va treballar a la ciutat de Londres i Austràlia. El maig de 1940 va rebre una comissió al Royal Military College, Sandhurst, i va passar a servir a la 6a Guards Tank Brigade durant la Segona Guerra Mundial, en què van morir els seus dos germans. Com molts altres polítics unionistes, desrprés de la guerra va mantenir el seu rang, i per això se'l coneixia com a "capità" Terence O'Neill. El 4 de febrer de 1944 es va casar amb Katharine Jean, filla de William Ingham Whitaker, de Pylewell Park, Lymington, Hampshire. Van tenir un fill, Patrick (1945) i una filla, Anne (1947).
A finals de 1945, O'Neill i la seva família van anar a viure a Irlanda del Nord, instal·lant-se en una rectoria prop d'Ahoghill, al comtat d'Antrim. En unes eleccions parcials de 1946, va ser elegit diputat del Partit Unionista de l'Ulster (UUP) per a la circumscripció electoral de Bannside al Parlament d'Irlanda del Nord. Va ser secretari parlamentari del Ministeri de Salut i Govern Local des de febrer de 1948 fins a novembre de 1953.

## Carrera política
El febrer de 1948 el primer ministre Basil Brooke el va nomenar secretari parlamentari del ministre de salut. El 1953 va ser nomenat president de Ways and Means (mesa de la cambra), i el 1955 es va convertir en secretari parlamentari conjunt del ministre d'Interior, càrrec en el qual va tractar un controvertit projecte de llei de restricció de lloguers. Va mostrar la seva facilitat en la negociació de l'horari del projecte de llei amb el seu número oposat a Westminster, Enoch Powell. Edmund Warnock, ministre d'Interior, va dimitir en protesta per la reforma el 1956, i en la posterior remodelació ministerial O'Neill es va fer càrrec de la cartera de Warnock, arribant finalment al nivell del gabinet. Va jurar el consell privat (Irlanda del Nord). Sis mesos després d'això, es va convertir en ministre de Finances, i poc després va renunciar a la responsabilitat d'Interiors.

### Primer ministre
El 1963, O'Neill va succeir Basil Brooke com a primer ministre d'Irlanda del Nord i líder del Partit Unionista d'Ulster. Va introduir noves polítiques que fins alshores eren impensables, amb l'objectiu d'acabar amb el sectarisme i millorar les relacions entre catòlics i protestants. També va voler incidir en la indústria, buscant millorar les relacions amb el moviment sindical i atraient noves inversions des de l'estranger per substituir sectors en decadència. La visita a un convent catòlic, o la trobada amb el Taoiseach Seán Lemass, van ser gestos controvertits dins de la comunitat protestant unionista. O'Neill es va trobar amb una forta oposició del seu propi partit, després d'haver informat molt pocs de la visita, i d'Ian Paisley, que va rebutjar qualsevol tracte amb la República. L'oposició a les reformes d'O'Neill va ser tan forta que el 1967 George Forrest, el diputat del Mid-Ulster que donava suport al primer ministre, va agredit per altres companys de l'Orde dd'Orange durant les celebracions del dotze de juliol a Coagh, al comtat de Tyrone, quedant inconscient.
El desembre de 1967, el successor de Lemass, Jack Lynch, va viatjar a Stormont per a reunir-se per primer cop amb O'Neill. El 8 de gener de 1968 es van retrobar a Dublín. El 19 de gener de 1968, O'Neill va pronunciar un discurs amb cinc anys de mandat als membres de l'Irish Association, demanant "un nou esforç de les organitzacions a Irlanda del Nord per creuar les barreres confessionals i avançar en la causa de millors relacions comunitàries".
El 1968, l'Associació per als Drets Civils d'Irlanda del Nord (NICRA) va iniciar manifestacions al carrer. La marxa a través de Derry el 5 d'octubre de 1968, prohibida per William Craig, ministre d'Interior, va ser reprimida per la RUC que va utilitzar porres contra els manifestants, entre els quals hi havia destacats polítics. El govern O'Neill no va poder fer front als disturbis, de manera que Harold Wilson va convocar O'Neill a Downing Street.
En resposta a aquests esdeveniments, O'Neill va introduir un programa de reforma en cinc punts. Això va atorgar diverses concessions que la NICRA havia exigit, però el més important era que no inclogués un vot únic a les eleccions al consell de govern local. Malgrat això, la NICRA va considerar que havia obert camí i va acordar ajornar les seves marxes. Tot i que s’esperava que les coses milloressin, molts catòlics es van sentir decebuts per les limitades reformes. Un grup integrat per activistes universitaris com Bernadette Devlin i Michael Farrell, anomenats People's Democracy (PD), van iniciar una marxa de quatre dies des de Belfast a Derry l'1 de gener de 1969. El quart dia, la marxa va ser atacada durant al pont de Burntollet per uns 200 unionistes amb la connivència de la RUC, que no va intervenir per eitar les agressions. Més tard es va saber que alguns dels agressors eren efectivament policies fora de servei. Molts manifestants van resultar ferits, i 13 van requerir tractament hospitalari. L'atac de Burntollet va provocar diversos dies de disturbis entre la RUC i manifestants catòlics a la zona del Bogside, a Derry.
El febrer de 1969, O'Neill va convocar unes eleccions generals per sorpresa a causa de les desavinences internes del Partit Unionista, després que dotze diputats dissidents signessin una moció de censura contra O'Neill i Brian Faulkner dimitís del govern després del seu nomenament de la Comissió Cameron. Tot i que els candidats favorables a O'Neill van guanyar la majoria d'escons a les eleccions generals, O'Neill va perdre la majoria general entre els diputats de l'UUP per aprovar les seves reformes al Parlament.
En les eleccions O'Neill va ser derrotat al seu propi districte de Bannside per Ian Paisley, i va dimitir com a líder de l'UUP i com a primer ministre el 28 d'abril de 1969, després d'una sèrie d'atemptats de l'Ulster Volunteer Force (YVF) contra al subministrament d'aigua de Belfast.